# Европско првенство у атлетици у дворани 1975 — 800 метара за мушкарце
Такмичење у трци на 800 метара у мушкој конкуренцији на 6. Европском првенству у атлетици у дворани 1975. одржано је у дворани Сподек у Катовицама, (Пољска) 8. и 9. марта.
Титулу освојену у Гетеборгу 1974. није бранио Лучано Сушањ из Југославије.

## Земље учеснице
Учествовало је 13 атлетичара из 7 земаља.
1. Белгија (2)
2. Западна Немачка (1)
3. Источна Немачка (2)
4. Пољска (3)
5. Совјетски Савез (2)
6. Швајцарска (1)
7. Чехословачка (2)
8. Шведска (1)

## Рекорди
| Рекорди пре почетка Европског првенства у дворани 1975.     | Рекорди пре почетка Европског првенства у дворани 1975. | Рекорди пре почетка Европског првенства у дворани 1975. | Рекорди пре почетка Европског првенства у дворани 1975. | Рекорди пре почетка Европског првенства у дворани 1975. | Рекорди пре почетка Европског првенства у дворани 1975. |
| ----------------------------------------------------------- | ------------------------------------------------------- | ------------------------------------------------------- | ------------------------------------------------------- | ------------------------------------------------------- | ------------------------------------------------------- |
| Светски рекорд                                              | Дитер Фром                                              | Источна Немачка                                         | 1:46,6                                                  | Београд, Југославија                                    | 8. март 1969.                                           |
| Европски рекорд у дворани                                   | Дитер Фром                                              | Источна Немачка                                         | 1:46,6                                                  | Београд, Југославија                                    | 8. март 1969.                                           |
| Рекорди европских првенстава                                | Лучано Сушањ                                            | Југославија                                             | 1:48,07                                                 | Гетеборг, Шведска                                       | 10. март 1974.                                          |
| Рекорди после завршеног Европског првенства у дворани 1975. |                                                         |                                                         |                                                         |                                                         |                                                         |
| Нових рекорда није било.                                    |                                                         |                                                         |                                                         |                                                         |                                                         |

## Освајачи медаља
|                               |                      |                                     |
| Герхард Штоле Источна Немачка | Иво Ван Даме Белгија | Владимир Пономарјов Совјетски Савез |

## Резултати

### Квалификације
За финале су се пласирала по 2 првопласирана из обе квалификационе групе (КВ) и 2 на основу постигнутог резултата (кв).
| Место | Група | Атлетичар           | Земља           | Резултат | Белешка |
| ----- | ----- | ------------------- | --------------- | -------- | ------- |
| 1.    | 1     | Јозеф Плахи         | Чехословачка    | 1:50,6   | КВ      |
| 2.    | 1     | Иво Ван Даме        | Белгија         | 1:50,8   | КВ      |
| 3.    | 2     | Владимир Пономарјов | Совјетски Савез | 1:51,6   | КВ      |
| 4.    | 1     | Рајнхолд Солка      | Западна Немачка | 1:51,7   | кв      |
| 5.    | 2     | Герхард Штоле       | Источна Немачка | 1:51.9   | КВ      |
| 6.    | 2     | Марјан Гесицки      | Пољска          | 1:51,9   | кв      |
| 7.    | 2     | Ладислав Карски     | Чехословачка    | 1:52,6   |         |
| 8.    | 2     | Роберт Хофд         | Белгија         | 1:52,7   |         |
| 9.    | 1     | Ервин Голке         | Источна Немачка | 1:54,3   |         |
| 10.   | 1     | Виктор Колоњецки    | Совјетски Савез | 1:54,7   |         |
| 11.   | 1     | Валдемар Гондек     | Пољска          | 1:55,8   |         |
| 12.   | 2     | Кшиштоф Линковски   | Пољска          | 1:57,2   |         |
| 13.   | 1     | Оке Свенсон         | Шведска         | 1:57,9   |         |

### Финале
| Пласман | Атлетичар           | Земља           | Резултат | Белешка |
| ------- | ------------------- | --------------- | -------- | ------- |
|         | Герхард Штоле       | Источна Немачка | 1:49,8   |         |
|         | Иво Ван Даме        | Белгија         | 1:50,1   |         |
|         | Владимир Пономарјов | Совјетски Савез | 1:50,2   | ЛРд     |
| 4.      | Јозеф Плахи         | Чехословачка    | 1:50,2   |         |
| 5.      | Марјан есицки       | Пољска          | 1:50,4   |         |
| 6.      | Рајнхолд Солка      | Западна Немачка | 1:53,3   |         |

## Укупни биланс медаља у трци на 800 метара за мушкарце после 6. Европског првенства у дворани 1970—1975.
|    | Земља                |   |   |   |    |
| -- | -------------------- | - | - | - | -- |
| 1. | Совјетски Савез      | 2 | 1 | 1 | 4  |
| 2. | Чехословачка         | 1 | 0 | 2 | 3  |
| 3. | Источна Немачка      | 1 | 1 | 0 | 2  |
| 4. | Француска            | 1 | 0 | 1 | 2  |
| 4. | Југославија          | 1 | 0 | 1 | 2  |
| 6. | Мађарска             | 0 | 1 | 0 | 1  |
| 6. | Шпанија              | 0 | 1 | 0 | 1  |
| 6. | Уједињено Краљевство | 0 | 1 | 0 | 1  |
| 9. | Пољска               | 0 | 0 | 1 | 1  |
|    | Укупно {10}          | 6 | 6 | 6 | 18 |

|    | Атлетичар        | Земља           |   |   |   |   |
| 1. | Јевгениј Аржанов | Совјетски Савез | 2 | 0 | 0 | 2 |
| -- | ---------------- | --------------- | - | - | - | - |
| 2. | Јозеф Плахи      | Чехословачка    | 1 | 0 | 2 | 3 |
| 3. | Франсис Гонзалес | Француска       | 1 | 0 | 1 | 2 |